# Ninni Cassarà
Antonino Cassarà, detto Ninni (Palermo, 7 maggio 1947 – Palermo, 6 agosto 1985), è stato un poliziotto italiano, vittima di Cosa nostra.

## Biografia
Nato il 7 maggio 1947, fu Commissario della Polizia di Stato nella questura di Reggio Calabria e poi a Trapani, dove ebbe modo di conoscere Giovanni Falcone. Fu poi vice questore aggiunto in forza presso la questura di Palermo e il vice dirigente della squadra mobile. Nel 1982 lavorava per le strade di Palermo insieme all'agente Calogero Zucchetto, nell'ambito delle indagini sui clan di Cosa nostra. In una di queste occasioni Cassarà e Zucchetto riconobbero i due killer latitanti Pino Greco e Mario Prestifilippo, ma non riuscirono ad arrestarli perché questi fuggirono. Queste indagini portarono alla stesura del cosiddetto "rapporto Greco+161" che tracciava un quadro della guerra di mafia iniziata nel 1981, dei nuovi assetti delle cosche, segnalando in particolare l'ascesa del clan dei Corleonesi di Leggio, Riina e Provenzano.
Tra le numerose operazioni a cui prese parte, molte delle quali insieme al commissario Giuseppe Montana, la nota operazione "Pizza connection", in collaborazione con forze di polizia degli Stati Uniti. Cassarà fu uno stretto collaboratore di Giovanni Falcone e del cosiddetto "pool antimafia" della Procura di Palermo e le sue indagini contribuirono all'istruzione del primo maxiprocesso alle cosche mafiose. Sposato e padre di tre figli, venne ucciso dalla mafia nel 1985, all'età di 38 anni.

### L'assassinio
Il 6 agosto 1985, rientrando dalla questura nella sua abitazione di via Croce Rossa 81 a Palermo a bordo di un'Alfetta e scortato da due agenti, scese dall'auto per raggiungere il portone della sua abitazione quando un gruppo di fuoco composto da Antonino Madonia, Giuseppe Greco e Giuseppe Giacomo Gambino appostato sulle finestre e sui piani dell'edificio di fronte, sparò sull'Alfetta con fucili d'assalto Ak-47.
L'agente Roberto Antiochia, che era uscito dall'auto per aprire lo sportello a Cassarà, venne ucciso dagli spari e cadde a terra davanti al portone di ingresso dello stabile. Natale Mondo, l'altro agente di scorta, restò illeso, riuscendosi a riparare sotto l'automobile bersagliata dai proiettili dei killer (ma sarà ucciso anch'egli il 14 gennaio 1988).
Cassarà, colpito dai killer quasi contemporaneamente ad Antiochia, spirò sulle scale del palazzo in cui abitava, tra le braccia della moglie Laura, accorsa in lacrime dopo aver visto l'accaduto insieme alla figlia dal balcone della propria abitazione. Antonino Cassarà è tumulato nel cimitero di Sant'Orsola a Palermo. Dopo l'assassinio (o contemporaneamente a esso) sparisce in questura la sua agenda, dove si presume fossero annotate importanti informazioni.

### Il caso Salvatore Marino
Le prime indagini sull'omicidio di Beppe Montana portarono verso Salvatore Marino, un calciatore venticinquenne appartenente ad una famiglia di pescatori. Fu condotto in questura e nel corso dell'interrogatorio emersero contraddizioni e smentite.
Mentre un testimone sosteneva che Marino si trovasse sul luogo dell'assassinio di Montana proprio in quel giorno, Marino sostenne invece di essere stato a Palermo, venendo poi smentito dai testimoni che chiamò a conferma. Dalla perquisizione nella sua casa emersero 34 milioni di lire, che Marino sostenne avere ricevuto dalla squadra di calcio mentre i dirigenti della squadra smentirono. Nella sua abitazione fu rinvenuta una maglietta sporca di sangue. Gli inquirenti furono quindi indotti a ritenerlo quantomeno favoreggiatore dei sicari.
Presi, secondo il giudice istruttore, da "isteria collettiva" alcuni poliziotti lo torturarono sino ad ucciderlo. Il ragazzo venne portato in ospedale quando ormai non c'era più nulla da fare. I giornali pubblicarono la fotografia del suo cadavere in obitorio scattata da Letizia Battaglia. Familiari e amici portarono la bara bianca di Salvatore Marino in giro per mezza città al grido di "Poliziotti assassini".
Il 5 agosto 1985, verso sera, fu diffusa la notizia che l'allora Ministro dell'interno Oscar Luigi Scalfaro aveva rimosso il capo della squadra mobile Francesco Pellegrino, il capitano dei carabinieri Gennaro Scala e il dirigente della sezione anti-rapine Giuseppe Russo.
Il giorno dopo fu ucciso Cassarà, la cui uccisione sarebbe stata una "vendetta" per la brutale morte di Marino: secondo le concordi dichiarazioni dei collaboratori di giustizia Salvatore Cancemi e Francesco Marino Mannoia, "la morte di Salvatore Marino ha accelerato i tempi di esecuzione, poiché all'interno della questura era filtrata la notizia che proprio Cassarà era il maggiore responsabile dell'uccisione di Marino". Tutti i poliziotti e carabinieri rimossi finirono in carcere con capo d'accusa omicidio colposo, compreso l'agente Natale Mondo, braccio destro di Cassarà.

### Condanne

La prima pagina del quotidiano la Repubblica, il giorno dopo l'agguato

Furono celebrati due distinti processi nei confronti di mandanti ed esecutori, che si conclusero con numerose condanne.
La sentenza di primo grado, emessa il 17 febbraio 1995, condannò i principali esponenti della "Commissione" di Cosa Nostra (Michele Greco, Salvatore Riina, Bernardo Provenzano, Bernardo Brusca, Francesco Madonia) all'ergastolo in qualità di mandanti, con sentenza poi confermata nel 1998 dalla Cassazione.
Nel 1996 i collaboratori di giustizia Calogero Ganci, Francesco Paolo Anzelmo e Giovan Battista Ferrante si autoaccusarono di aver fatto parte del gruppo di fuoco mafioso che compì l'agguato di via Croce Rossa, che si aggiunsero alle precedenti rivelazioni di Francesco Marino Mannoia e Salvatore Cancemi; il processo bis nei confronti di ulteriori mandanti e degli esecutori materiali si concluse nel 1998 con la condanna all'ergastolo di Antonino Madonia, Salvatore Buscemi, Giuseppe Calò, Antonino Geraci, Salvatore Montalto, Giuseppe Farinella, Raffaele e Domenico Ganci, Giuseppe Lucchese, Salvatore Biondino, Salvatore Biondo (classe '56), Salvatore Biondo (classe '57), Nicolò Di Trapani, Giuseppe e Vincenzo Galatolo e Giovanni Motisi mentre Calogero Ganci, Francesco Paolo Anzelmo e Giovan Battista Ferrante ebbero sedici anni di reclusione ciascuno poiché vennero riconosciute le attenuanti e lo sconto di pena per la collaborazione con la giustizia; Giuseppe Greco detto "Scarpuzzedda", Mario Prestifilippo e Giuseppe Giacomo Gambino vennero dichiarati non giudicabili in quanto morti prima del processo. La sentenza venne poi confermata in Appello e in Cassazione nel 2002, divenendo così definitiva.